# Водар, Александр Карлович
Александр Карлович Водар (1836—1915) — русский генерал от инфантерии (06.12.1899), участник русско-турецкой войны 1877—1878 гг.

## Биография
Воспитывался в 1-м кадетском корпусе, откуда выпущен 11 июня 1855 года прапорщиком в Лейб-гвардии Финляндский полк.
Окончив в 1860 году курс Николаевской академии Генерального штаба, вернулся в строй и в 1863—1864 гг. участвовал в подавлении Польского мятежа; за отличие награждён орденом Св. Станислава 3-й степени с мечами и бантом, в 1866 году получил этот же орден 2-й степени с мечами. 

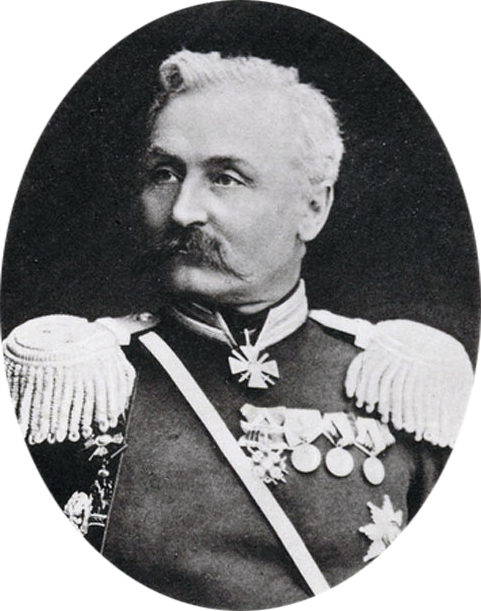
Генерал А. К. Водар, 1855

В 1867 году был переведён в Генеральный штаб; в 1871 году назначен начальником штаба 24-й пехотной дивизии и с ней принял участие в русско-турецкой войне 1877—1878 гг. Награждённый за боевые отличия при обороне Шипки и переходе через Балканы орденом Св. Владимира 3-й степени и чином генерал-майора (29.09.1878), А. К. Водар в 1878 году был назначен командиром Лейб-гвардии Литовского полка>.
В 1880 году он был награждён орденом Св. Станислава 1-й степени, в 1883 году — орденом Св. Анны 1-й степени.
В 1886 году назначен начальником 2-го военного Константиновского училища; в 1887 году произведён в генерал-лейтенанты.
В 1891 году был назначен начальником 1-й гренадерской дивизии; в 1898 году — командиром 21-го армейского корпуса, в 1899 году произведён в генералы от инфантерии.
В 1903 году Александр Карлович Водар был назначен членом Военного совета; в 1906—1908 гг. входил в состав присутствия Верховного военно-уголовного суда, и под его председательством окончилось рассмотрение дела о сдаче Порт-Артура. По окончании этого процесса на Водара было высочайше возложено производство опытов по введению в войсках нового порядка военного хозяйства интендантского ведомства.
Награждён всеми российскими орденами до ордена Св. Александра Невского (06.12.1898) с бриллиантовыми знаками к нему (06.12.1903) и ордена Св. Владимира 1-й степени (1907).
Умер 18 декабря 1915 года в Петрограде.
Его старший брат, Василий Карлович (1834-1881), также участвовал в русско-турецкой войне 1877—1878 гг., был ранен и дослужился до генеральских чинов, умер в 1881 году.